# Mojo (langage de programmation)
 (février 2025).
Pour les articles homonymes, voir Mojo.
Mojo est un langage de programmation sorti en 2023 et visant à combiner la facilité d'utilisation du langage Python, avec les performances des langages de programmation de bas niveau,,.
Conçu pour être un sur-ensemble du langage de programmation Python, le langage de programmation Mojo est appelé par certains « Python++ »,,,,.
Mojo a été rendu disponible dans les navigateurs via les notebooks Jupyter en mai 2023 , localement sur Linux en septembre 2023 et sur macOS le 19 octobre 2023. Une extension officielle de Visual Studio Code est également disponible.

## Conception et développement d'origine
En 2022, la société Modular a été fondée par Chris Lattner, l'architecte original du langage de programmation Swift, et Tim Davis, un leader d'opinion apprentissage automatique chez Google.
Mojo est développé pour le framework de compilation MLIR, qui fournit un cadre de programmation unifié pour le développement de logiciels, notamment dans le domaine de l'intelligence artificielle (IA),.
En septembre 2022, une première version de Mojo a été publiée en interne par Modular Inc. avec des fonctionnalités de compilation avancées optimisées par MLIR, le framework de compilateur Multi-Level Intermediate Representation.
Son système de types est hybride (quelque chose entre statique et dynamique), étant donné que le développeur peut opter pour un typage statique hautes performances en choisissant le mot-clé (entre fn et def) pour définir sa fonction.
Le moteur d'inférence modulaire qui l'accompagne comprend un compilateur et un moteur d'exécution.
Un des buts du langage est de permettre la compatibilité avec Python et de reprendre car Python est déjà très performant. Cependant, les développeurs souhaitent quand même grandement l'améliorer.

## Avancement du langage de programmation
Le langage de programmation Mojo vise à être entièrement compatible avec l'écosystème Project Jupyter. Il prévoit d'ajouter un vérificateur d'emprunt, une influence de Rust, et d'ajouter une intégration pour importer de manière transparente des modules Clang C/C++ et générer de manière transparente une interface de fonction étrangère entre C/C++ et Mojo. Il peut appeler du code Python 3.x existant en réutilisant l'environnement d'exécution CPython.